# La Belle Musique nr. 3
La Belle Musique nr. 3 is een compositie van Alexandre Rabinovitsj-Barakovsky voor orkest uit 1977. Het werk van 20 minuten is geschreven vlak nadat Rabinovitsj zich in het Westen vestigde. De première vond plaats in 1977, bij een muziekfestival in Graz. 
La Belle Musique nr.3 geeft een goede indruk, welke kant het op gaat in de ontwikkeling van deze componist. De klank is net zo licht als zijn toekomstige muziek, maar is nog niet zo gepolijst en compleet uitgewerkt als zijn latere composities; er zit veel meer dynamiek in. Wel al aanwezig zijn de herhaalde frases in de muziek; 3x, 4x of 6x hetzelfde thema achter elkaar, zoals Philip Glass dat ook wel toepast.

## Opmerking
La Belle Musique is een serie van composities; nr. 1 stamt uit 1973 (Kamermuziek); nr. 4 uit 1987 (4 pianos).